# Shattuckite
La shattuckite est un minéral silicate de cuivre hydroxylé de formule Cu5(SiO3)4(OH)2 ou Cu5(Si2O6)2(OH)2. Elle cristallise dans le système orthorhombique - dipyramidal et se présente généralement sous une forme massive granuleuse et également sous forme de cristaux aciculaires fibreux. Elle est étroitement liée à la planchéite en structure et en apparence. Son symbole IMA est Sha.
La shattuckite est un silicate de cuivre relativement rare. Elle a été découverte pour la première fois en 1915 dans les mines de cuivre de Bisbee, en Arizona, plus précisément la mine Shattuck dont elle tire son nom. Minéral secondaire qui se forme à partir de l'altération d'autres minéraux secondaires, elle forme des pseudomorphes de la malachite dans la mine Shattuck. Un pseudomorphe est un remplacement atome par atome d'une structure cristalline par une autre structure cristalline, mais avec peu de modification de la forme extérieure du cristal d'origine. On la trouve en association avec la chrysocolle, l'ajoïte, la malachite dont elle est un pseudomorphe, le quartz, l'hématite. Elle est parfois utilisée comme pierre fine.

## Gisements
Bien qu'elle soit rare, ses occurrences sont nombreuses, plus nombreuses même que les mines de malachite, soit près de 80 gisements dans le monde en 2023. Pour les seuls États-Unis, il y en a 43. Elle est notamment présente en Namibie et en Zambie pour l'Afrique, au Royaume-Uni, en Allemagne, en Autriche, en Grèce et en Slovaquie pour l'Europe, et au Chili et au Japon pour le reste du monde.